# Guillem el Bretó
Guillem el Bretó (Leon c.1165 - c.1225) fou un sacerdot i cronista bretó. És conegut per haver estat el cronista del rei Felip August de França.

## Biografia
Guillem el bretó era, com el seu nom indica, nascut a Bretanya, probablement a la ciutat de Kastell Paol. Es va formar a Mantes i a la Universitat de París. William va obtenir la condició de "Mestre" i va ser recordat pel seu contemporani Giles de París com un dels quinze savis de París.
A finals del segle xii a Landreger existia un autèntic taller de producció hagiogràfica, promogut pel bisbe Martí, on molt probablement Guillem el Bretó hi va escriure la Vitae de sants locals a compte de la cort episcopal de Leon.
Va acabar la seva carrera com a capellà i biògraf del rei Felip August de França, del qui en va escriure un poema èpic en llatí desglossat en cançons, La Philippida, entre el 1214 i el 1224, a part d'un elogi fúnebre. La Philippida dona detalls molt interessants sobre Felip August i la seva època, inclosa informació sobre qüestions militars. Guillem el Bretó va dedicar aquesta obra a Pere Charlot, el fill natural del rei, de qui n'havia estat l'educador per encàrrec del propi monarca. Va afegir una dedicació al seu poema per l'atenció de Lluís VIII.
Se suposa que Guillem el Bretó va estar present a la batalla de Bouvines.
A petició del rei, va haver de reescriure la història del seu regnat a La Philippia per endolcir-la, ignorant molts fets que podien embrutar la seva imatge com a rei virtuós, sobretot pel que fa a l'empresonament de la seva segona esposa Ingeborg de Dinamarca. Sobre aquests fets Guillem el Bretó explica que el rei se n'havia separat donant-li una paga que li permetria viure durant més de sis anys, mentre que Rigord explicaria a la Gesta Philippi Augusti que la reina havia romàs presonera durant vint anys en la més absoluta pobresa.
Guillem el Bretó es va encarregar també de continuar la redacció, fins al 1224, de la Gesta Philippi Augusti de Rigord. Aquest escrit serà més tard incorporat a les Grans Cròniques de França.

## Obra
Les obres de Guillem el Bretó van ser editades, amb una introducció de HF Delaborde, al llibre Œuvres de Rigord et de Guillaume le Breton (París, 1882-1885), i han estat traduïdes al francès per François Guizot per a la Collection des mémoires relatifs a l'histoire de France, volums XI i XII (París, 1823-1835):
- La Philippide, poème, disponible a Gallica.
- Œuvres de Rigord et de Guillaume Le Breton, historiens de Philippe-Auguste, publicades per la Société de l'Histoire de France a càrrec de H. François Delaborde:
  - Tom 1. París, 1882, disponible a Gallica.
  - Tom 2. París, 1885, disponible a Gallica.

També va escriure un poema anomenat Karlotis, dedicat a Charlot, avui desaparegut.